# Mauelermühle (Plütscheid)
Mauelermühle ist ein Weiler der Ortsgemeinde Plütscheid im Eifelkreis Bitburg-Prüm in Rheinland-Pfalz.

## Geographische Lage
Mauelermühle liegt rund 5 km südwestlich des Hauptortes Plütscheid in Tallage. Der Weiler ist von wenigen landwirtschaftlichen Nutzflächen sowie hauptsächlich von Waldbestand umgeben. Durch den Weiler fließen die beiden Gewässer Atzseifen aus Richtung des gleichnamigen Weilers sowie die Prüm. Der Atzseifen mündet in Mauelermühle in die Prüm.

## Geschichte
Der Weiler Mauelermühle ist aus der namensgebenden Mühle hervorgegangen, die sich hier an der Prüm befindet. Seitdem ist die Ansiedlung kaum gewachsen und besteht auch heute noch aus wenigen Anwesen.
In Mauelermühle befindet sich eine ehemalige Furt durch die Prüm. Diese wurde um 1951 genutzt.

## Wappen von Plütscheid

Das Wappen der heute übergeordneten Gemeinde Plütscheid wurde in Anlehnung an den Weiler Mauelermühle entworfen und stellt diesen ebenfalls symbolisch dar.
Wappenbegründung: Die Farben Rot und Silber weisen auf die frühere Herrschaft Schönecken und auf das Kurfürstentum Trier hin, zu denen Plütscheid früher gehörte; das Antoniuskreuz ist ein Hinweis auf den Ortspatron Antonius der Einsiedler; Die Eicheln symbolisieren die fünf Ortsteile Plütscheid, Atzseifen, Gesotz, Geweberhof und Mauler Mühle; der Eichenzweig verweist auf den Waldreichtum der Gemeinde.

## Kultur und Sehenswürdigkeiten

### Schrifttafel
Im Weiler befindet sich ein Wegekreuz in Form einer Schrifttafel. Es handelt sich um einen Sandstein mit einem Relief. Dieses zeigt eine Heiligendarstellung mit den Buchstaben Alpha und Omega sowie die Inschrift „Zur Ehre Gottes“.

### Naherholung
Durch und rund um Mauelermühle verlaufen mehrere Wanderwege. Die Runde von Plütscheid verläuft von Lambertsberg nach Mauel und durch Mauelermühle wieder zurück. Es handelt sich um einen Rundwanderweg mit einer Länge von rund 8,6 km. Highlights am Weg sind die naturbelassene Landschaft sowie das Prümtal. Weitere Wanderwege führen unter anderem auch zu der nahegelegenen partiellen Ortswüstung Staudenhof.

## Wirtschaft und Infrastruktur

### Unternehmen
Im Weiler ist ein Fotograf mit eigenem Fotoatelier ansässig.

### Verkehr
Es existiert eine regelmäßige Busverbindung ab Plütscheid sowie ab Mauel.
Mauelermühle ist durch eine Gemeindestraße erschlossen. Wenig westlich des Weilers verläuft die Kreisstraße 125 von Mauel in Richtung Waxweiler.